# (178796) Posztoczky
(178796) Posztoczky est un astéroïde de la ceinture principale.

## Description
(178796) Posztoczky est un astéroïde de la ceinture principale. Il fut découvert le 27 février 2001 à Piszkesteto par Krisztián Sárneczky et Alíz Derekas. Il présente une orbite caractérisée par un demi-grand axe de 2,33 UA, une excentricité de 0,16 et une inclinaison de 5,9° par rapport à l'écliptique.

## Compléments